# Christophe Lauwers
Christophe Lauwers est un footballeur belge né le 17 septembre 1972 à Oudenbourg.
Christophe a été sélectionné à deux reprises en équipe de Belgique. Sa première sélection avec les Diables Rouges a eu lieu le 24 avril 1996.

## Carrière
- 1980-84 : WS Oudenburg  Belgique (juniors)
- 1984-90 : Cercle Bruges KSV  Belgique (juniors)
- 1990-97 : Cercle Bruges KSV  Belgique
- 1997-99 : Eendracht Alost  Belgique
- 1999 : Toulouse FC  France (7 matches/1 but)
- 1999-2002 : SV Ried  Autriche
- 2002-03 : RCS Visé  Belgique
- 2003-04 : KV Ostende  Belgique
- 2004-06 : KSV Roulers  Belgique
- 2006 : KV Ostende  Belgique